# Girodepot
Het Girodepot is een van de drie typen van depots die gedefinieerd staan in de Wet giraal effectenverkeer.
Het giraal effectenverkeer impliceert dat de handel in de effecten niet meer plaatsvindt door de uitwisseling van fysieke stukken, maar door het bijhouden van tegoeden op speciaal daarvoor in het leven geroepen rekeningen. De “bank” die het girale effectenverkeer regelt is Euroclear Netherlands (vroeger Necigef geheten). Euroclear Netherlands is ook de Central Securities Depository (CSD), waar de effecten ook fysiek zijn ondergebracht. 
Het totaal van alle effecten ondergebracht bij Euroclear Netherlands is het girodepot.